# أندرو قاولد
أندرو قاولد (بالإنجليزية: Andrew Gould)‏ هو رائد أعمال بريطاني، ولد في 17 ديسمبر 1946 في المملكة المتحدة.

## وصلات خارجية
- أندرو قاولد على موقع إن إن دي بي (الإنجليزية)